# Where Did Our Love Go (album)
Where Did Our Love Go è un album del gruppo musicale femminile R&B statunitense The Supremes, pubblicato nel 1964 dalla Motown Records.

## Tracce

### Lato A
1. Where Did Our Love Go
2. Run, Run, Run
3. Baby Love
4. When the Lovelight Starts Shining Through His Eyes
5. Come See About Me
6. Long Gone Lover (Smokey Robinson)

### Lato B
1. I'm Giving You Your Freedom
2. A Breathtaking Guy (Robinson)
3. He Means The World to Me (Norman Whitfield)
4. Standing at the Crossroads of Love
5. Your Kiss of Fire (Berry Gordy, Jr., Harvey Fuqua)
6. Ask Any Girl

## Singoli
- A Breath Taking Guy/(The Man with the) Rock and Roll Banjo Band (Motown 1044, 1963)
- When The Lovelight Starts Shining Through His Eyes/Standing at the Crossroads of Love (Motown 1051, 1963)
- Run, Run, Run/I'm Giving You Your Freedom (Motown 1054, 1964)
- Where Did Our Love Go/He Means the World to Me (Motown 1060, 1964)
- Baby Love/Ask Any Girl (Motown 1066, 1964)
- Come See About Me/You're Gone, But Always in My Heart (Motown 1068, 1964)

## Classifiche
| Classifica(1964)                | Posizione più alta |
| ------------------------------- | ------------------ |
| U.S. Billboard 200              | 2                  |
| U.S. Billboard R&B Albums Chart | 1                  |